# オーフス市電

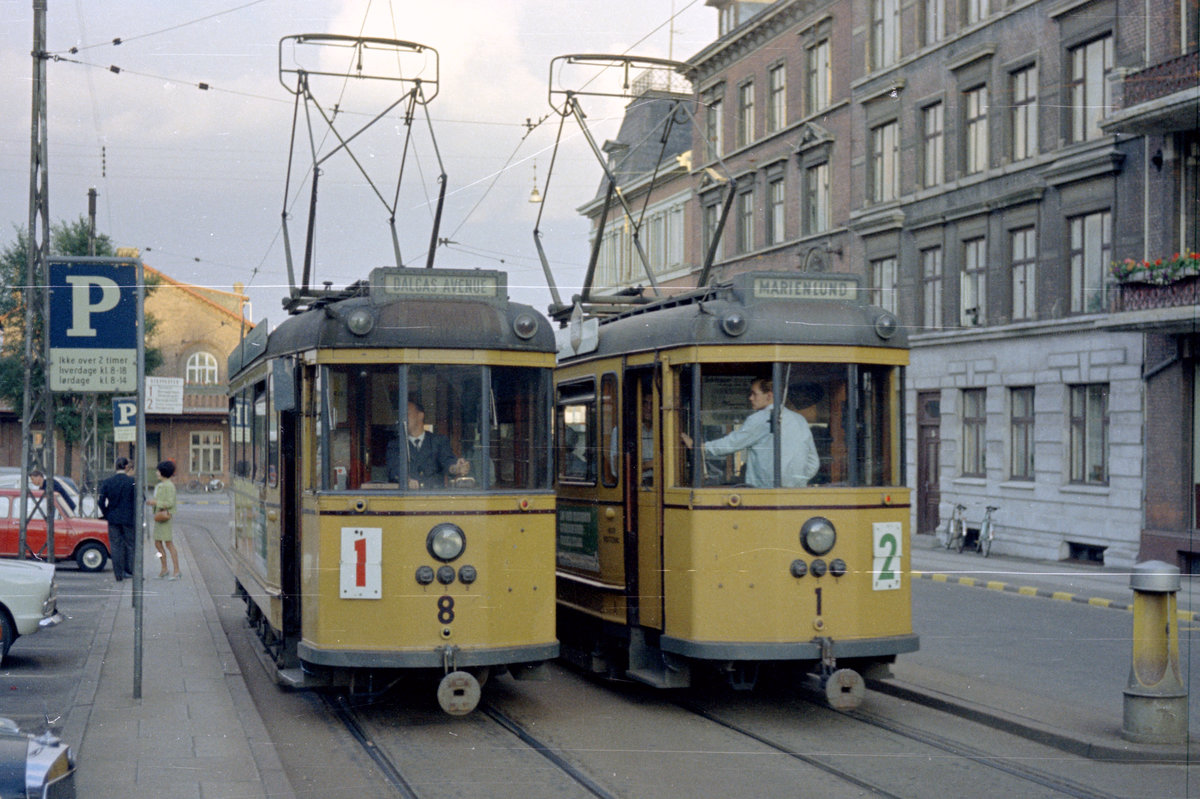
東大通り駅の1号線と2号線の1号と8号。 1968年7月27日。

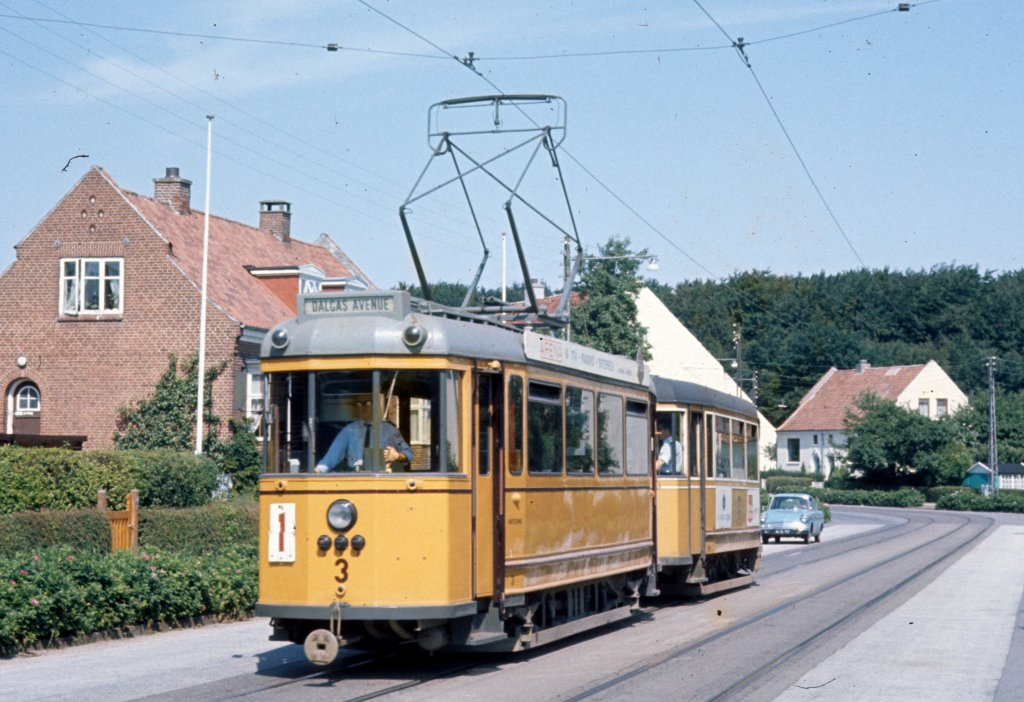
1969年8月8日のマリエンルントアレーの1号。

オーフス市電（オーフスしでん）はデンマークオーフス市の市内電車（路面電車）である。市電は1884年から1971年まで運営されいったん廃止されたが、2017年から新会社が設立された。

## 歴史
1884年5月31日から1895年5月23日まで、1,435mm軌間（標準軌）の馬車鉄道が大広場と中央駅 (鉄道駅)間で運行されていた。
1903年9月にオーフス電気軌道（Aarhus ElektriskeSporvej.）が設立された。 1904年7月7日から1971年11月7日まで、1,000mm軌間（メーターゲージ）でY字型2路線の電気軌道線を運営していた。1系統はマリエンルント - ダルガス通り、2系統はマリエンルント - コンシュファンであった。1928年には公営化されている。
1944年8月22日の空襲で市電の車庫も被災し、1904年から1943年までに増備したすべての路面電車（およびバス）が失われた。 1945年から1947年にかけ、20両の新しい電動車と19両の付随車を導入したが、一部は戦災車の足回りを使用していた。これら車両は全て4輪単車で1971年に市電が廃止されるまで運用された。
廃止後、4両の電動車と4両の付随車がショルデナシュホルム路面電車博物館に保存されている。

## ギャラリー

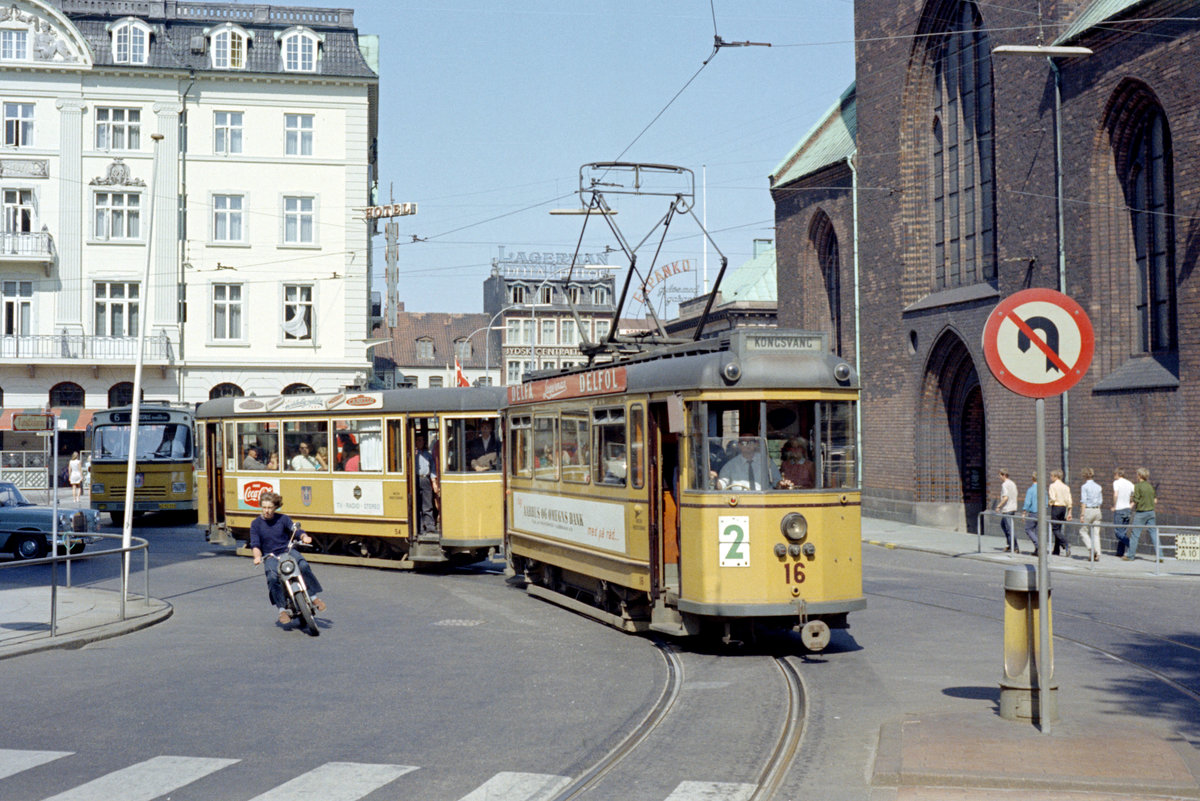
市場前の16号車+54号 1969年8月8日
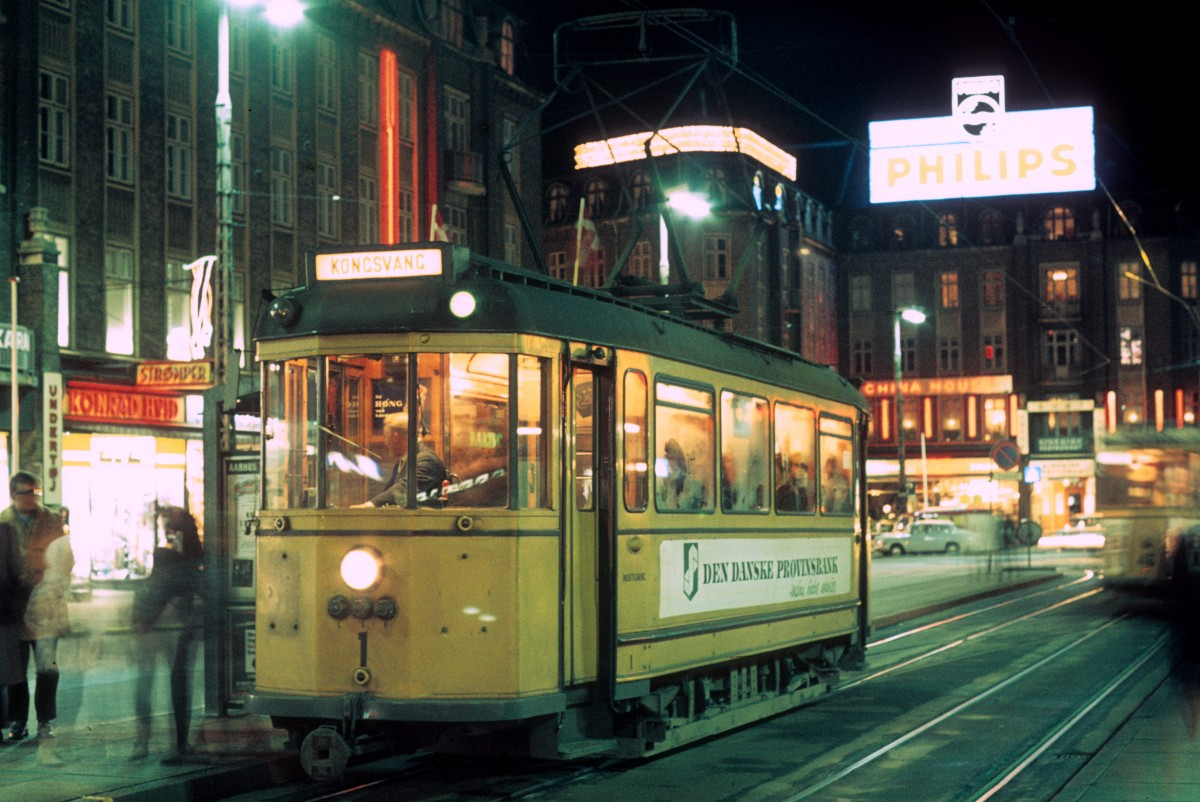
廃止前夜の1号車 1971年11月6日
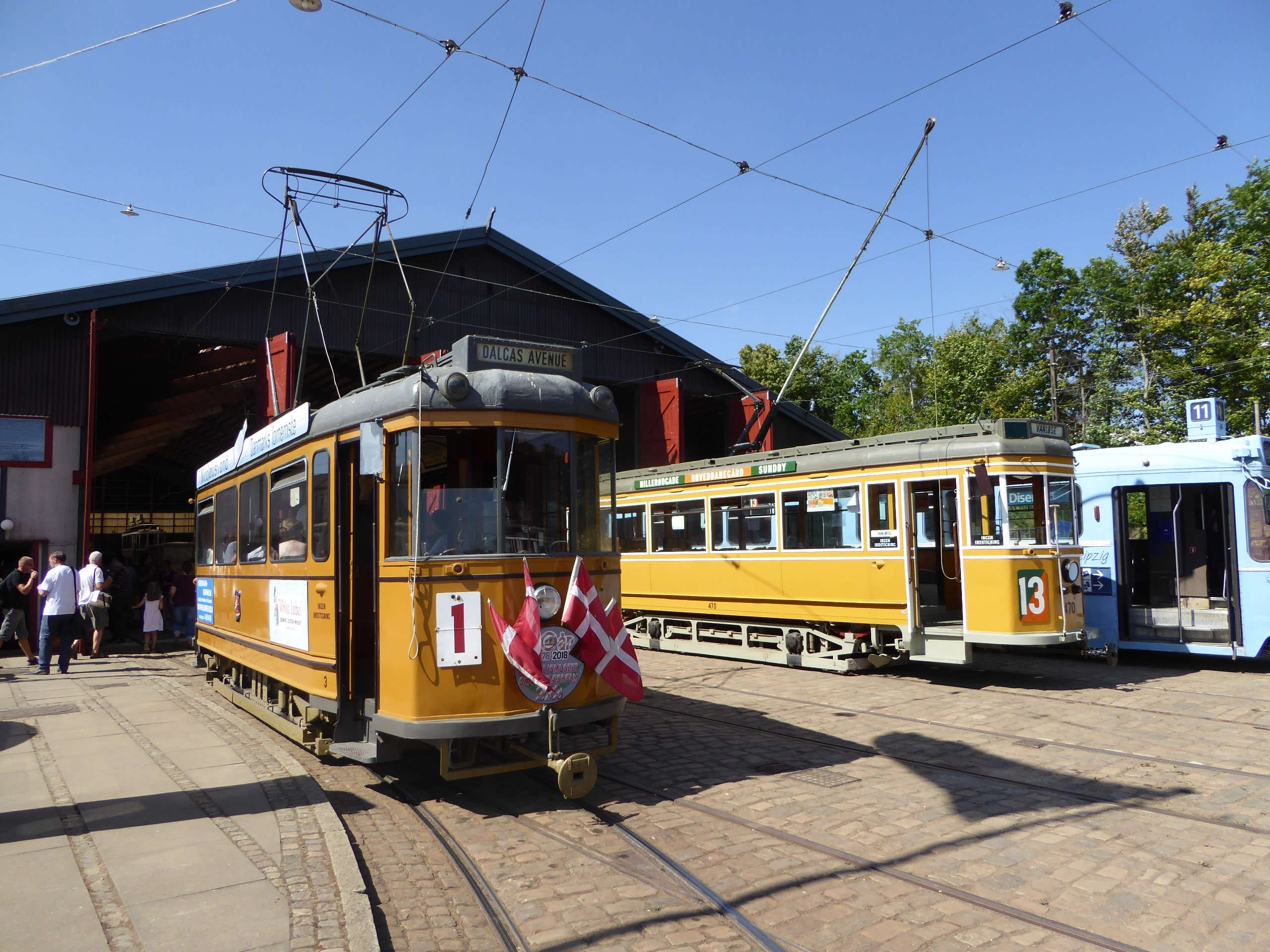
ショルデナシュホルム路面電車博物館の3号車と、コペンハーゲン市電（英語版）470号車 2018年7月28日
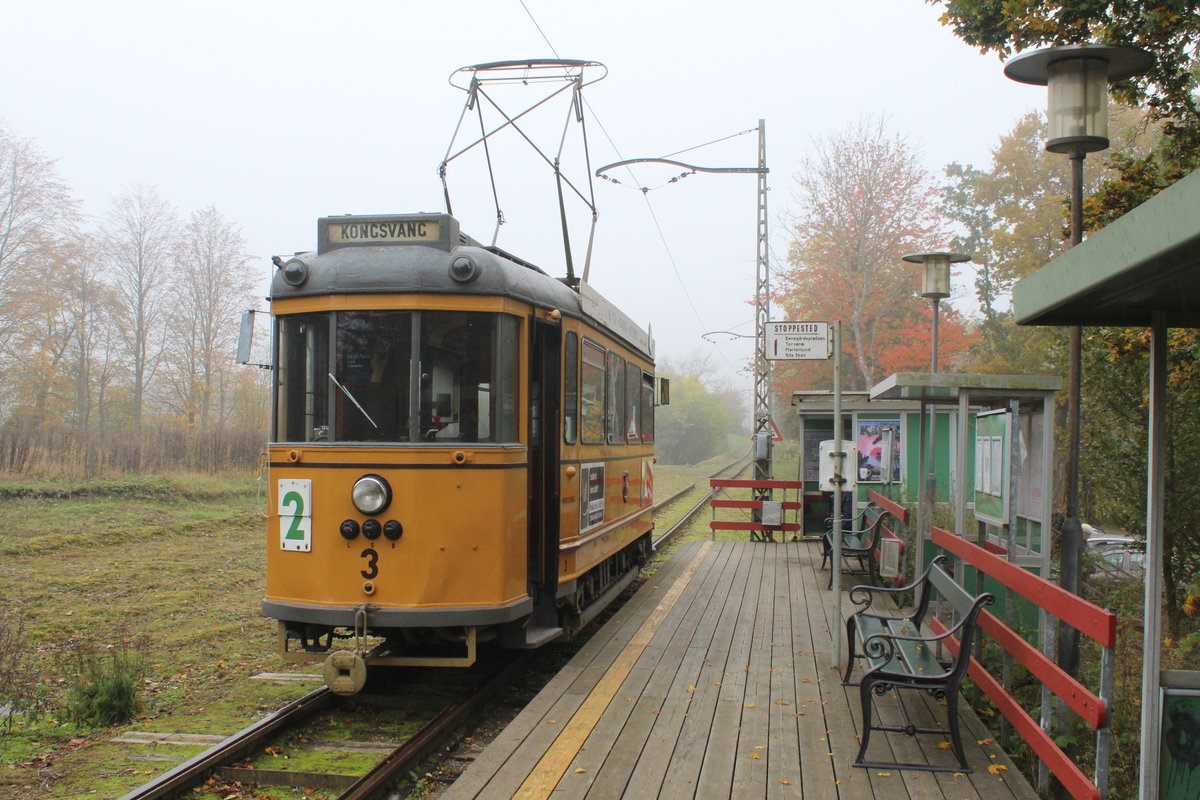
ショルデナシュホルム路面電車博物館の3号車 2019年10月16日

## 新会社

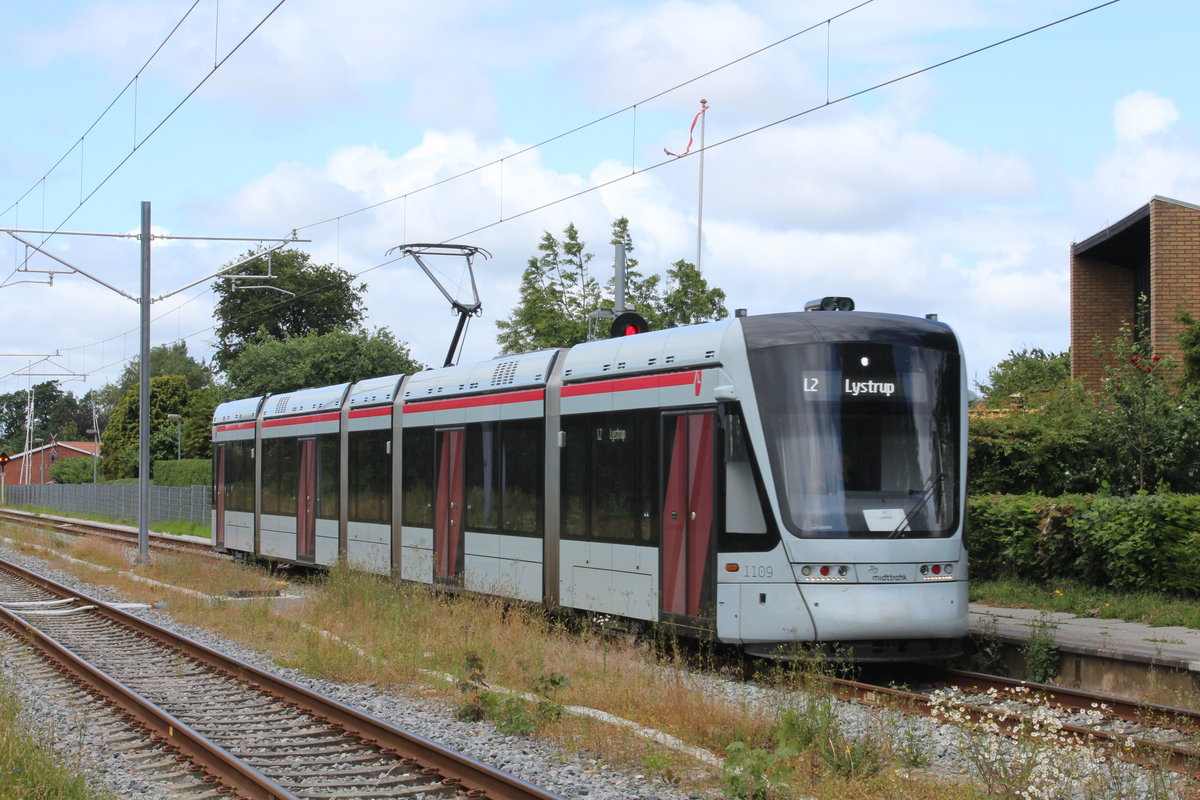
オーフス・ライトレール（2019年撮影）

2017年にオーフス・レトバーン（Aarhus Letbane）と呼ばれる新会社（ライトレール）が設立された。 これはオーフス通勤列車の一部をライトレール化するものである。

## 脚註
1. ↑  Sporvogne i Aarhus (Deens) www.sporvejsmuseet.dk
2. ↑  Straßenbahnreisen: Århus Sporveje (ÅS) (Duits), www.de.sporvognsrejser.dk
3. ↑  Die Fahrzeugsammlung des Museums – Meterspur (Duits), www.sporvejsmuseet.dk